# Hareid
Hareid è un comune norvegese della contea di Møre og Romsdal.